# Ludwig-Roselius-Allee
Die Ludwig-Roselius-Allee ist eine zentrale Erschließungsstraße in Bremen, Stadtteile Hemelingen, Vahr und Osterholz, Ortsteile Sebaldsbrück, Neue Vahr Südwest, Blockdiek und Ellener Feld. Sie führt überwiegend in West-Ost-Richtung von der Vahrer Straße bis zur Züricher Straße in Osterholz.
Die Querstraßen und Anschlussstraßen wurden u. a. benannt nach Städten in Nordrhein-Westfalen sowie als Vahrer Straße nach dem Stadtteil, je zwei unbenannte Straßen (nord- und südseitig einmündend), Georg-Gries-Straße nach dem Tabakkaufmann und Leiter des Martinshofs Bremen (1900–1977), zwei unbenannte Wege, Hinter dem Rennplatz nach der Lage zur Galopprennbahn Bremen, Im Holter Feld nach der Vurholter Feldmark und Siedlung Vorholt (1181), bzw. Vorholte (1313), die schon vor der Holländer-Kolonisierung bestand, Wiedensahlweg nach dem Geburtsort von Busch, Wilhelm-Busch-Weg nach dem Dichter und Schriftsteller, unbenannter Weg, Bauer-Mecke-Weg nach der Figur in Max und Moritz von Busch, Hermann-Koenen-Straße nach dem Politiker (SPD) und Bürgerschaftsabgeordneten (1922–1978), Achterdiek = hinter dem Deich, zwei unbenannte Wege, Bottroper Straße, unbenannter Weg, Max-Säume-Straße (Einkaufszentrum Blockdiek) nach dem Architekten (1901–1965), Gelderner Straße, Düsseldorfer Straße, Wuppertaler Straße, Krefelder Straße, unbenannter Weg, Osterholzer Landstraße nach dem Stadtteil und Züricher Straße nach der Schweizer Stadt; ansonsten siehe beim Link zu den Straßen.

## Name
Die Ludwig-Roselius-Allee wurde 1962 nach dem Kaffeehändler, Gründer der Bremer Firma Kaffee Hag und Mäzen Ludwig Roselius (1874–1943) benannt.
Als Mäzen förderte er Künstler wie Paula Modersohn-Becker und Bernhard Hoetger und baute die Böttcherstraße in Bremen als Kunstwerk auf. Das Ludwig Roselius Museum in Bremen trägt seinen Namen.

## Geschichte

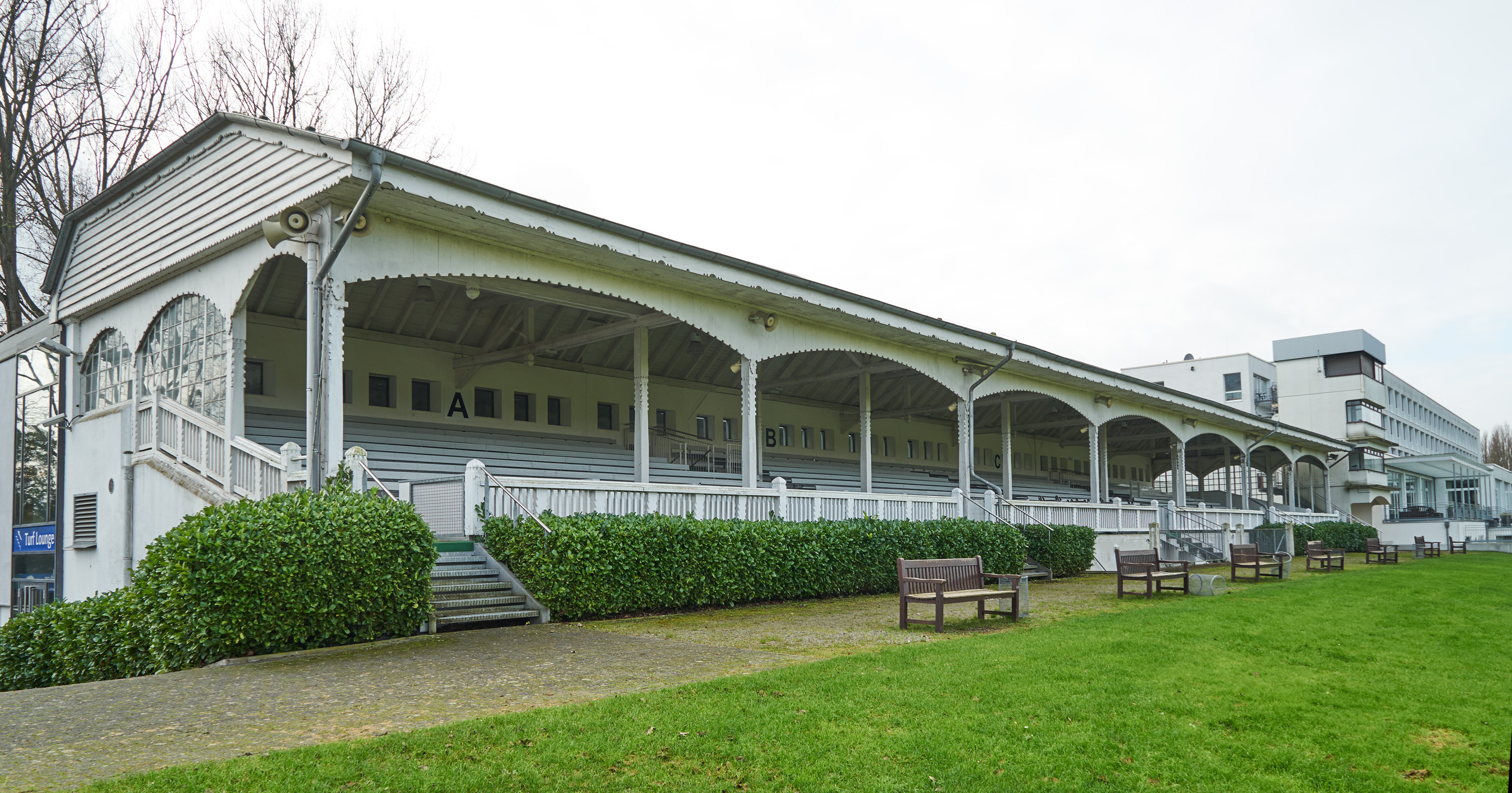
Galopprennbahn: Historische Tribüne, dahinter Hotel Atlantic

Lageplan Osterholzer Friedhof

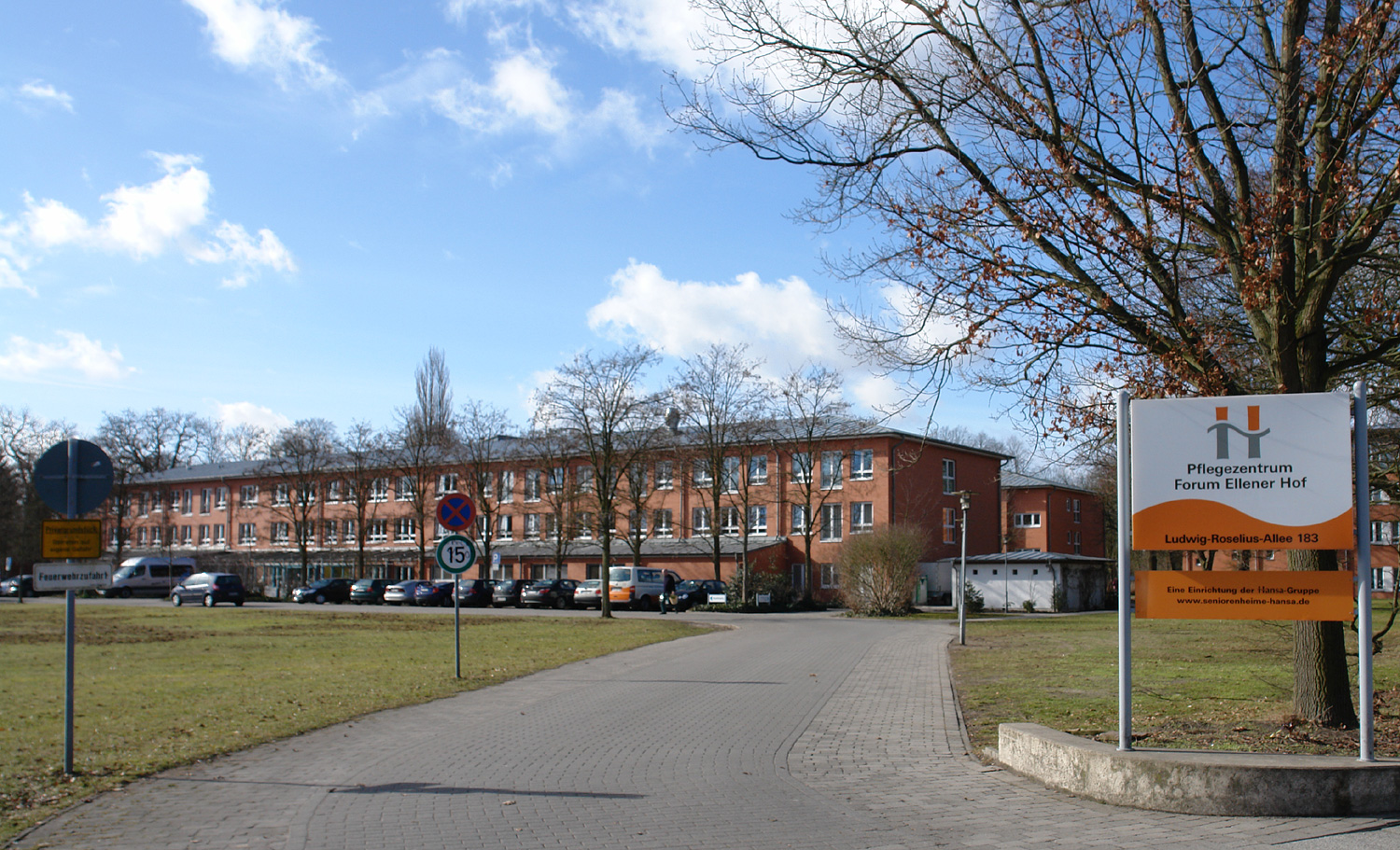
Nr. 183: Forum Ellener Hof

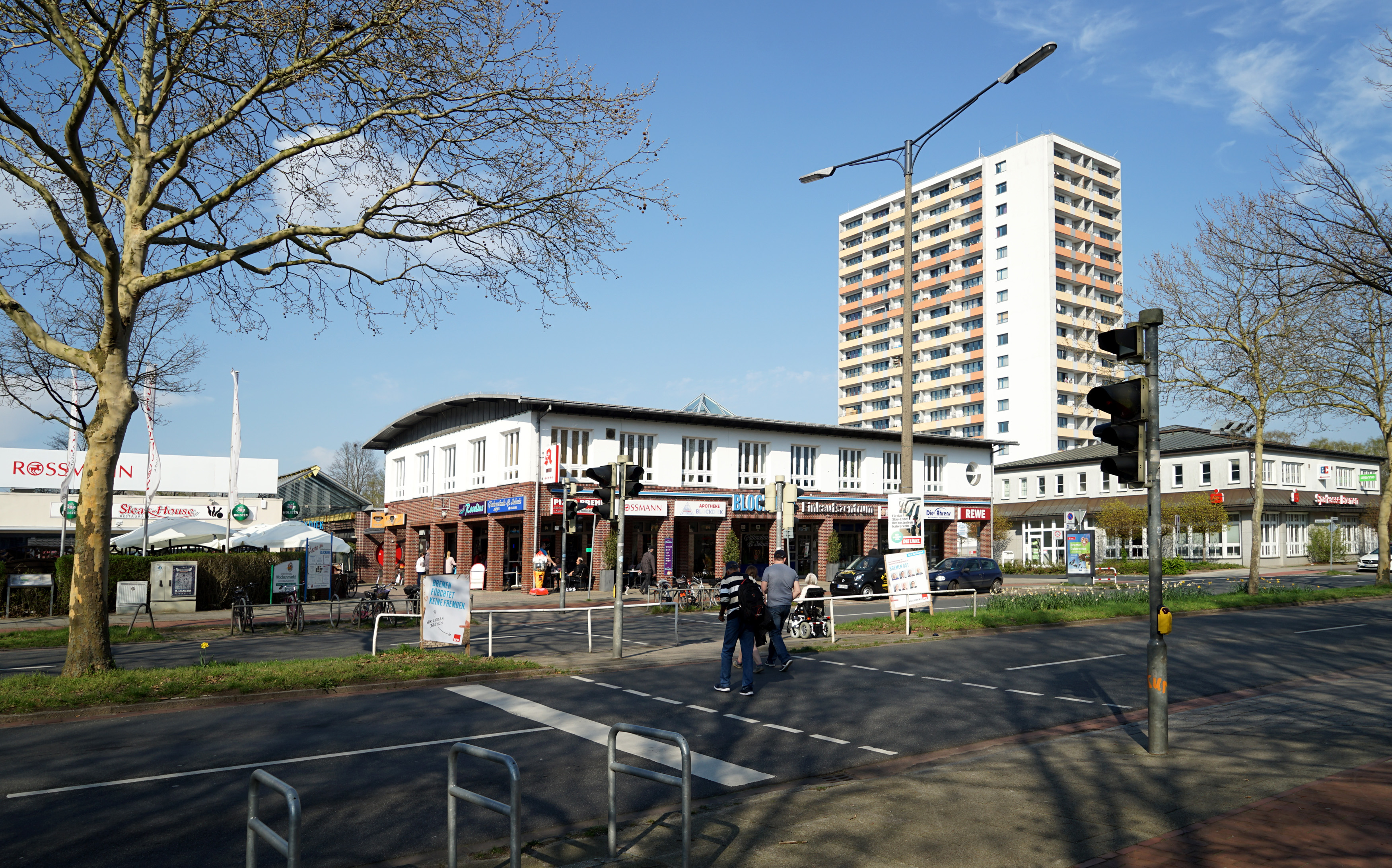
Einkaufszentrum Blockdiek und Hochhaus Geldener Str. 2

Auf dem Gelände der heutigen Straße befand sich um 1798 das „Vahrer Feld“, das bis zum Achterdiek reichte, dahinter lagen die „Rockwinkeler Feldmark“ und das „Ellener Feld“. Um 1905 war die Situation nahezu unverändert. Die Trasse der späteren Straße war noch nicht vorhanden, wahrscheinlich befand sich dort im Bereich des Vahrer Feldes einer der zahlreichen parallel verlaufenden Feldwege. Die erste Bebauung war die Anlage der Galopprennbahn Bremen um 1907. Vermutlich entstand in diesem Zusammenhang als südliche Begrenzung die Straße „Am Rennplatz“. Danach (etwa um 1930) entstand östlich davon die Wilhelm-Busch-Siedlung als Parzellengebiet, deren südliche Begrenzung war der „Zipperleinweg“. Beide Straßen liegen auf der heutigen Trasse.
Die Namensvergabe erfolgte 1962, damals war nur ein mittleres Teilstück vorgesehen, das durch Ausbau des damaligen Wilhelm-Busch-Weges entstehen sollte. Alle genannten Straßen behielten jedoch vorerst ihre Namen. Baubeginn der Ludwig-Roselius-Allee war im Osten, um 1966 wurde sie gemeinsam mit dem neuen Ortsteil Blockdiek erbaut. In diesem davor unbebauten Bereich entstand eine große geschwungene Kurve zur Umfahrung des Ellener Hofes.
Für den Bereich der Wilhelm-Busch-Siedlung wurde erst 1965 die endgültige Trassierung beschlossen. 1968 war die Straße in Blockdiek fertig und reichte bis zum Bählammweg, konnte aber nicht in Richtung Vahr bis zur Straße „Am Rennplatz“ weitergebaut werden, weil über die Klage eines Anwohners auf Entschädigung noch nicht entschieden war. Spätestens im Juli 1970 reichte die Straße bis „Hinter dem Rennplatz“, die lokale Tageszeitung berichtete über einen Unfall auf dieser Kreuzung. Die Verlängerung am Rennplatz vorbei bis zur Vahrer Straße erfolgte 1973, zunächst nur zweispurig auf der heute südlichen Fahrbahn, in den Jahren 1977/1978 wurde auch dieser Teil zu einer vierspurigen Straße ausgebaut.
Die Straße wird seit 1981 von Linienbussen bedient, zuerst nur bis zur Endstelle Bottroper Straße und seit 1990 durch die gesamte Straße.
Wenige Meter neben der Allee sind 2018 und 2019 bei Erschließungsarbeiten für das Stiftungsdorf Ellener Hof Spuren einer vorchristlichen Besiedelung gefunden worden. Auf einer Schautafel der Landesarchäologie 2500 Jahre Leben auf dem Ellener Hof wurden Funde und Herkunft dargestellt.

### Verkehr
Im Nahverkehr in Bremen durchfährt die Buslinie 25 (Weidedamm-Süd ↔ Hauptbahnhof ↔ Osterholz) die Straße in ganzer Länge, die Buslinie 29 (Kattenturm-Mitte ↔ Neue Vahr-Nord) von Im Holter Feld bis Hermann-Koenen-Straße und die Buslinie 21 (Sebaldsbrück ↔ Universität-Nord) tangiert die Straße an der Vahrer Straße.

## Gebäude und Anlagen
An der Straße stehen zuerst ein- und zweigeschossige, dann mehrgeschossige Gebäude.
Erwähnenswerte Gebäude und Anlagen
- Nr 2: 30 Hektar große ehemalige Galopprennbahn Bremen von 1900: Hier sollen Wohnungen entstehen.
  - 5-gesch. Neubau mit Atlantic Hotel Galopprennbahn mit Restaurant
- Ecke Vahrer Straße: Gewerbebauten und Einkaufszentrum
- Bis Hermann-Koenen-Straße: 1- und 2-gesch. Wohnhäuser
- Zwischen Galopprennbahn bis Achterdiek: Wilhelm-Busch-Viertel mit 1-gesch. Wohnhäusern, entstanden aus einem Parzellengebiet; die Straßen sind nach Figuren aus den Geschichten von Busch benannt: Max und Moritz, Witwe Bolte, Balduin Bählamm, Plisch und Plum, Onkel Fritz, Hans Huckebein, Maler Klecksel, Bauer Mecke
- Nr. 95: Evangelische Bethlehemsgemeinde, Bremen – Sebaldsbrück
- Zwischen Hermann-Koenen-Straße und Nr. 181: 79,5 ha großer Osterholzer Friedhof von ab 1910 nach Plänen der Gartenarchitekten Paul Freye und Franz Seeck mit Hauptkapelle nach Plänen von Seeck, Südkapelle, Ehrenanlage nach einem Entwurf von Paul Halbhuber, Skulptur Zwei trauernde Frauen von Gerhard Schreiter; Erweiterung von ab 1948 um 30 ha nach Plänen von Gartenbaudirektor Erich Ahlers
- Neben der Kleinen Wümme ab Achterdieck: Kleingartengebiet
- Ab Kleingartengebiet bis Bottroper Straße: 1- und 2-gesch. Wohnhäuser mit Flachdächern von ab 1970
- Ab Nr. 180: 4-gesch. Wohnhäuser
- Nr. 181: 4-gesch. Stiftungsdorf Ellener Hof von ab 2015 auf 10 ha Fläche
  - 4-gesch Wohnhaus mit AWO-Kita nach Plänen von ZRS (Berlin): Bührdel, Senftleben, Miroux, Kolbinger und Reicht[13]
  - Pawel-Adamowicz-Straße 4: Zwei 3-gesch. Wohnhäuser von 2022 nach Plänen von Gruppeomp (Bremen, Hannover)[14]
  - Nr. 183: 3-gesch. Forum Ellener Hof von 1996 als Altentagesstätte und Altenheim mit 130 Wohneinheiten und Kurzzeitpflegeplätzen
- Nr. 181b: 2.gesch. Wohnhaus von 2021 als Giebelhäuser mit 18 Wohnungen nach Plänen von Hans-Martin Kahrs (Bremen)[15]
- Ecke Max-Säume-Straße 6 bis 16: Einkaufszentrum Blockdiek (EKZ Blockdiek) von ab 1966 mit
  - Kulturtreff, Postbank, Café, Restaurant, Getränkemarkt
  - Nr. 210: 2-gesch. Filiale der Sparkasse Bremen
  - Gelderner Straße 2: 18-gesch. 49,5 m hohes Wohnhochhaus von 1966
- Zwischen Düsseldorfer Straße und Züricher Straße: 4 bis 14-gesch. Wohnhäuser
- Nr. 201 bis 313: 2-gesch. Reihenhäuser von um 1970

Kunstobjekte
- Schmiedeeisernes Tor zum Friedhof aus Bronze von 1976 von Annette Diemer; Info: k: kunst im öffentlichen raum bremen
- Halbfigurengruppe Tod, Solidarität mit den Trauernden, Überwindung der Trauer aus Bronze von 1977 von Siegfried Neuenhausen vor dem Osterholzer Friedhof an der Ludwig-Roselius-Allee; Info: k: kunst im öffentlichen raum bremen